# Брюс, Прасковья Александровна
Графиня Прасковья Александровна Брюс, урождённая Румянцева (1729—1786) — придворная дама Екатерины II (называвшей её Брюсша, Параша, Паранья), сестра полководца Петра Румянцева-Задунайского, была замужем за графом Яковом Александровичем Брюсом.

## Биография
Её мать Мария Румянцева была назначена императрицей Елизаветой Петровной ко двору великих князей, благодаря этой связи получила доступ к Екатерине. Стала её подругой. Государыня посвятила ей одну из редакций своих «Записок»: другу своему гр. Брюсс, которому может сказать все, не опасаясь последствий. Вместе с камердинером Шкуриным способствовала сближению Екатерины с Григорием Орловым.
27 мая 1751 года по указанию матери вышла замуж за графа Брюса, (была обвенчана в придворной церкви, причем для брачного торжества отпущены были из Придворной конторы различные предметы) и в будущем много способствовала его карьерному росту: успела доставить своему супругу сенаторство (в 1779 г., в январе), чин генерал-аншефа, и подполковника л.-гв. Семеновского полка и даже должность московского генерал-губернатора по смерти графа Захара Григорьевича Чернышева.
«Она была прекрасна собою, умна, любезна, очень ловка, но строгостью нравов не отличалась».
Когда ландграфиня Дармштадтская с дочерьми (одной из которых предстояло стать великой княгиней Натальей Алексеевной) приехала в Россию, их по просьбе императрицы в своем поместье Гатчина встречал Орлов. За несколько времени до приезда ландграфини в Гатчину прибыла императрица в сопровождении одной только графини Прасковьи Брюс, желая таким образом «устранить затруднения первого свидания». Была пожалована в статс-дамы 15-го августа 1773 г., в день бракосочетания великого князя Павла Петровича.
Джакомо Казанова писал в своих воспоминаниях: «Веселость и любезность князя Лобковица оживляли любое общество. Он ухаживал за графиней Брюс, признанной красавицей, и никто не почитал его несчастливым в любви. (…) В ту пору г-н Маруцци, греческий купец, что имел в Венеции торговый дом, но теперь вовсе отошел от дел, приехал в Петербург, был представлен ко двору и как человек приятный стал вхож в лучшие дома. Императрица отличала его, ибо остановила на нём выбор, желая сделать его доверенным лицом в Венеции. Он ухаживал за графиней Брюс, но соперники нимало его не опасались; богач, он денег швырять не умел, а россиянки скупость почитают за великий грех и никому его не прощают».
В 1779 году Екатерина (будто бы по подсказке Александры Браницкой, племянницы Потёмкина), застала с Прасковьей своего юного фаворита Ивана Римского-Корсакова, с которым имела тайный роман, после чего молодой человек получил отставку, а Прасковья потеряла привязанность императрицы. Римской-Корсаков, в свою очередь, быстро бросил Прасковью ради графини Екатерины Строгановой.
После удаления от двора графиня Брюс путешествовала заграницей или жила в Москве. Только в 1785 году, уже будучи больной, ехала из деревни в Москву и встретилась с императрицей, которая возвращалась из Москвы в Петербург. Екатерина II приняла её ласково, взяла с собой в экипаж, долго беседовала с ней наедине и затем с нею простилась. Вскоре после этого графиня умерла в апреле 1786 года от чахотки. Была погребена в подмосковном селе Глинки, родовом поместье Брюсов. Могила разгромлена в советское время, церковь перестроена в санаторий. Изящное надгробие Прасковьи Брюс работы скульптора Мартоса в 1934 было вывезено из Глинок и экспонировалось в Донском монастыре. Оно украшено эпитафией:
Растите завсегда на гробе сем цветы.

В нем разум погребен, в нем скрылись красоты.

На месте сем лежат остатки бренна тела,

Но Брюсовой душа на небеса взлетела.

## Дети
Первенец родился и умер в 1765 году. Второй сын родился через два года в Москве, его крестила императрица Екатерина II с князем В. М. Долгоруковым; умер 12 мая 1768 года.
Единственная дочь — Екатерина Яковлевна (1775/76–1829), по словам князя Долгорукова, была дочерью не от Брюса, а от Римского-Корсакова, и мать намеревалась выдать её за графа Дмитриева-Мамонова, любимца императрицы; предположение это не осуществилось по той причине, что Мамонов влюбился во фрейлину княжну Щербатову. Это сообщение, впрочем, не совпадает с датами рождения девочки, возвышения Корсакова и пребывания Брюс при дворе. С 1793 года замужем за графом Василием Валентиновичем Мусиным-Пушкиным (1775–1836). Поскольку была единственным ребёнком и на ней род Брюсов пресекался, император Павел разрешил Мусину-Пушкину добавить фамилию «Брюс». Детей у них не было, и данная линия пресеклась. Екатерина Яковлевна жила отдельно от мужа, главным образом, за границей, в Италии, Швейцарии или во Франции. Согласно П. В. Киреевскому, в 1816 году её виллу на Женевском озере посещали лорд Байрон, Джон Полидори, Мэри Годвин и Перси Биш Шелли, и именно там родилась идея романа «Франкенштейн, или Современный Прометей» и рассказа «Вампир».

## В литературе
- Екатерина II посвятила ей одну из редакций своих «Записок».
- Четырнадцатый лист «Живописца» Николая Новикова, где было напечатано продолжение «Отрывка путешествия», заканчивался похвальными стихами графине Прасковье Брюс.
- Лятошевич, Алексей Леонтьевич перевел с фр. языка «Жизнь добродетельной сицилианки, или Приключения маркизы Албелины» К.-Ф. Ламбера (сентиментальное повествование о многотрудной жизни рано осиротевшей Терезилы, добродетельные поступки которой вознаграждаются в конце романа) и посвятил П. Брюс.
- Елена Арсеньева. Путеводная звезда, или Куртизанка по долгу службы (Прасковья Брюс).